# Per-Arne Arvidsson
Per-Arne Arvidsson (ur. 24 września 1950 w Lycksele, zm. 28 kwietnia 2023 w Östersund) – szwedzki polityk i lekarz, od 1999 do 2004 poseł do Parlamentu Europejskiego.

## Życiorys
Z wykształcenia lekarz, specjalista w zakresie chorób wewnętrznych, praktykował w zawodzie w instytucji medycznej w Jämtland.
Zaangażował się w działalność Umiarkowanej Partii Koalicyjnej, w latach 1976–1979 był przewodniczącym krajowym jej organizacji młodzieżowej (Moderata Ungdomsförbundet). W wyborach w 1999 uzyskał mandat posła do Europarlamentu V kadencji. Należał do grupy chadeckiej, pracował m.in. w Komisji Ochrony Środowiska, Zdrowia i Ochrony Konsumentów. W PE zasiadał do 2004. Nie ubiegał się o reelekcję, pozostawał członkiem regionalnych władz partii.